# Hermias d'Alexandrie
Pour les articles homonymes, voir Hermias.

Hermias d'Alexandrie est un  philosophe néoplatonicien. 
C'est un disciple de Syrianos et un condisciple de Proclos, vers 435 à l'école néoplatonicienne d'Athènes. Il est l'auteur d'un Commentaire sur le 'Phèdre' de Platon, fait de notes prises par Syrianos.
Il est souvent confondu avec d'autres Hermias.

### Œuvre d'Hermias d'Alexandrie
- Commentaire sur le 'Phèdre' de Platon : Hermiae in Platonis Phaedrum scholia, édi. par P. Couvreur, Paris, Bibliothèque de l'École des Hautes Études, fasc. 133, 1901. Reproduction avec index et postface C. Zintzen, Hildesheim, Olms, 1971. Trad. all. par Hildegund Bernard, Kommentar zu Platons Phaidros, Tübingen, 1997.

### Études sur Hermias d'Alexandrie
- J.-Fr. Mattéi dir., Les œuvres philosophiques, PUF, t. I, 1992, p. 169.
- Dictionnaire des philosophes antiques.